# 리틀인디아 (싱가포르)

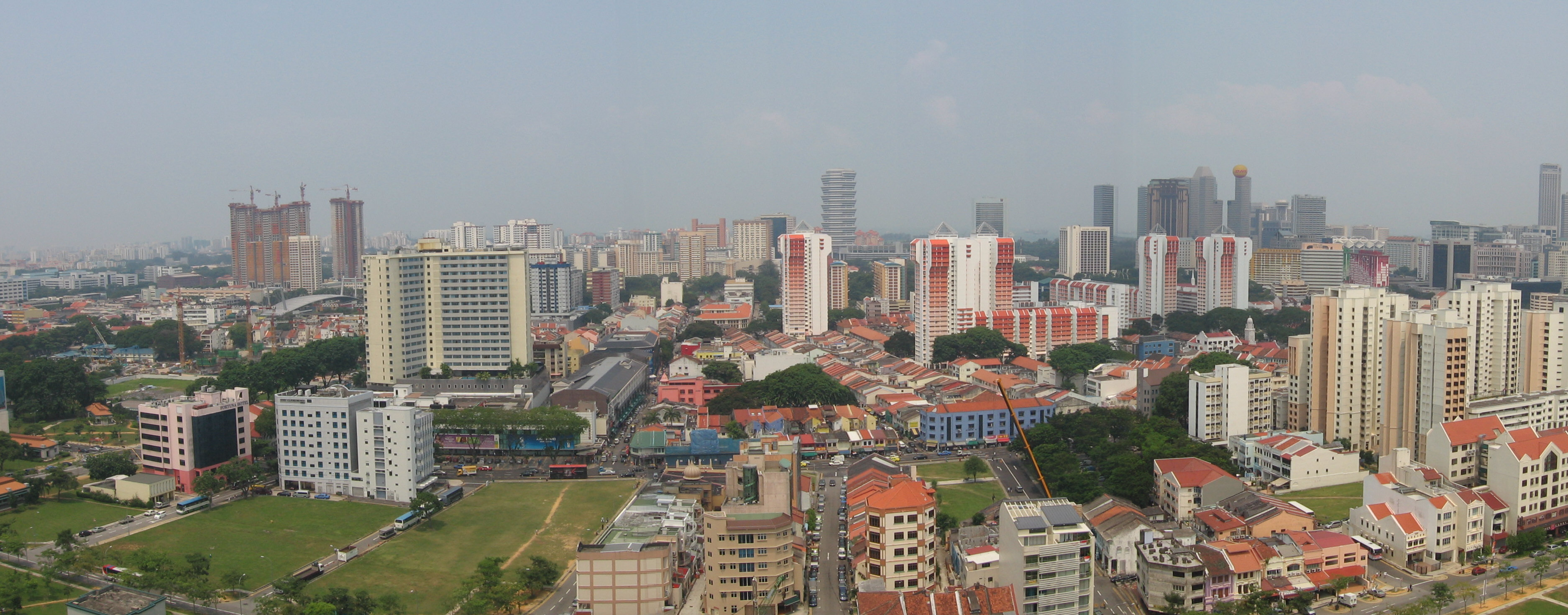
리틀인디아

리틀인디아(영어: Little India, 타밀어: லிட்டில் இந்தியா, 중국어: 小印度, 말레이어: Little India)는 싱가포르의 싱가포르강 동쪽 로코르 운하의 북쪽에 위치한 지역이다. 세란군 로드를 중심으로, 인도계의 싱가포르 사람의 거주 지역이다. 19세기부터 영국의 식민지였던 싱가포르가 같은 영국 식민지였던 인도에서 많은 인도인들이 노동력으로 싱가포르 이민하여 세란군 로드 부근에 살았고, 현재의 리틀 인디아가 형성되었다. 리틀인디아는 인도의 분위기를 내고 있고, 힌두교 사원이나 인도 요리 레스토랑, 향신료와 잡화, 민족 의상 등을 판매하는 상점이 줄지어 있다. 리틀인디아 역에서 내려 역 근처 세란군 도로에서 버팔로 로드에 들어간다.

## 미디어
- OBS경인TV의 로드다큐 아시아에서 소개되었던 것으로 보인다.

## 같이 보기
- 잘란브사르